# Dynamische Wasserdampfsorption
Die Dynamische Wasserdampfsorption (englisch Dynamic Vapor Sorption, DVS) ist eine gravimetrische Messmethode, um die Sorption von Wasserdampf an Feststoff zu untersuchen. Daryl Williams entwickelte 1991 die Messmethode, bei der die Gewichtszu- und -abnahme eines Feststoffes nach Änderung der umgebenden Luftfeuchtigkeit mittels einer Mikrofeinwaage analysiert wird. Besonders die Zeitersparnis (10–100 mal schneller als geläufige Methoden) bei der Messung der Hygroskopizität sorgten für eine schnelle Durchsetzung dieser Methode in der pharmazeutischen Industrie.

## Aufbau
Das Gerät zur Messung der dynamischen Wasserdampfsorption besteht aus einer abgeschlossenen Kammer, in der eine Kontrolleinheit die Temperatur kontrolliert und die Luftfeuchtigkeit von 0–100 % eingestellt werden kann. In dieser Kammer befindet sich eine Mikrofeinwaage, die die Gewichtsänderungen der Feststoffprobe misst. Ein Computer analysiert diese Gewichtsänderungen und reguliert die Luftfeuchtigkeit.

## Ablauf

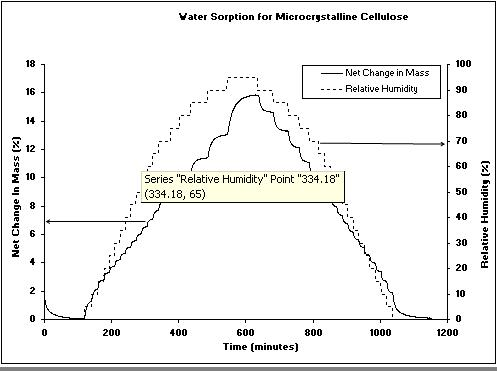
DVS-Diagramm für mikrokristalline Cellulose. Auf den Y-Achsen ist die rel. Luftfeuchtigkeit und die Gewichtszunahme der Probe ablesbar. Die X-Achse gibt die Zeit an.

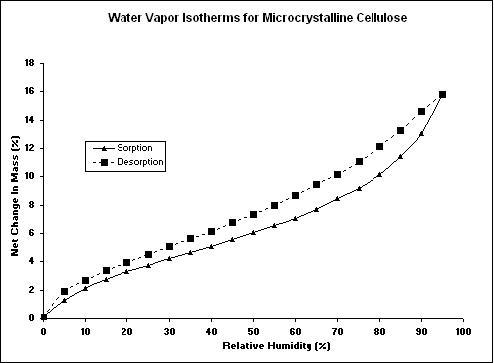
DVS-Diagramm für mikrokristalline Cellulose. Die Gewichtszunahme wird gegen die rel. Luftfeuchtigkeit aufgetragen. Die unteren Messwerte spiegeln die Massenwerte bei der Erhöhung der Luftfeuchtigkeit wider (Sorption). Die oberen Messwerte gehören zur abnehmenden Messreihe (Desorption).

Wenige Milligramm Probe (normalerweise 10 mg) werden in das Gerät eingebracht und vermessen. Zunächst wird bei 0 % Luftfeuchtigkeit die Probe bis zur Massenkonstante gewogen. Daraufhin wird die Luftfeuchtigkeit angehoben (meist in 10 %-Schritten) und erneut gewartet, bis die Probe keine Gewichtsveränderung mehr zeigt oder eine prozentuale Mindeständerung des Gewichtes innerhalb einer vorher eingestellten Zeit nicht überschritten wird. Dies wird bis zu einer Luftfeuchtigkeit von 100 % durchgeführt. Danach erniedrigt man die Luftfeuchtigkeit in gleichen Schritten und beobachtet erneut die Gewichtsänderungen. Am Ende werden das Gewicht der Probe bzw. die Gewichtsänderung in % gegen die relative Luftfeuchtigkeit in einem Diagramm ausgewertet. Die eingetragenen Punkte in nebenstehender Grafik symbolisieren die ermittelten Gleichgewichtspunkte bei der Messung. Aufgrund der Steilheit, Form und Hysterese des Diagramms können Rückschlüsse über hygroskopische Eigenschaften, Porosität, Kristallinität und Stabilität gezogen werden.

## Verwendung
Insbesondere in der pharmazeutischen Industrie, aber auch in der Lebensmittelindustrie wird die Methode verwendet, um Wirk- oder Hilfsstoffe näher zu charakterisieren. Das Wissen über das Sorptionsverhalten eines Stoffes gegenüber Luftfeuchtigkeit ist entscheidend um Aussagen hinsichtlich Stabilität treffen zu können und notwendige Stabilisierungskonzepte (z. B. luftdichte Verpackungen) zu entwickeln. 
Da auch die Größe und Anzahl von Poren in Pulverpartikeln das Diagramm verändern, kann die DVS zur näheren Charakterisierung von Pulvern oder Granulaten hinzugezogen werden, speziell um eine gleichbleibende Qualität zu gewährleisten.